# 名古屋晴明神社

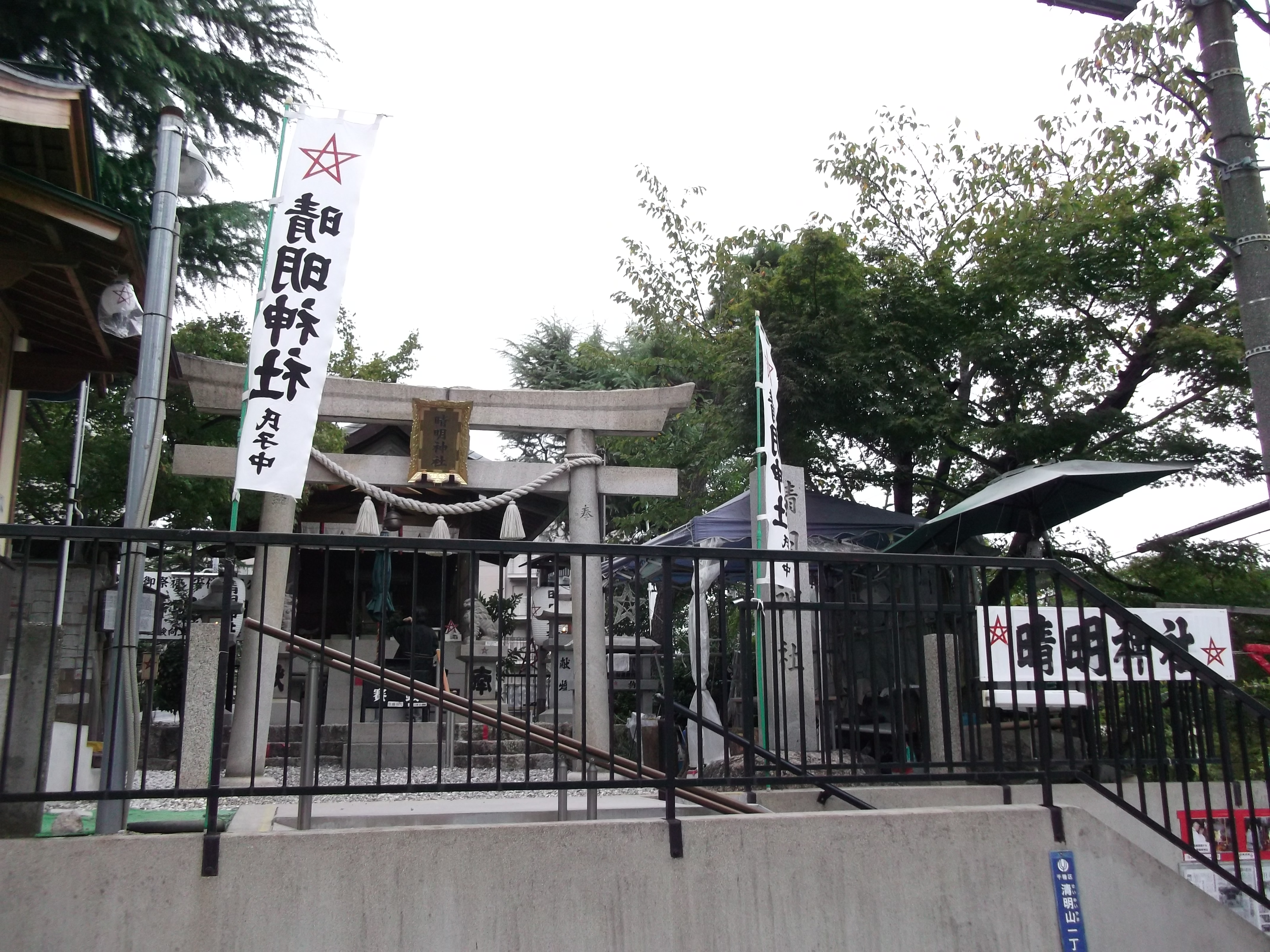
全景

名古屋晴明神社（なごやせいめいじんじゃ）は愛知県名古屋市千種区清明山1-6にある、陰陽師安倍晴明を祀る神社。

## 歴史
かつて安倍晴明がこの地（尾張国狩津荘上野邑）に在住していた頃（987年（寛和3年）に当地に移住したと伝わる。政変により当地に流されたという説もある。2、3年後に再び京都に戻ったという。）、付近の村人達がマムシの被害に悩まされていたのを、晴明が術でマムシを退治した。
その後時は流れ、江戸時代に再びマムシの害に悩まされた村人達が、晴明の伝説を思い出し、1778年（安永7年）、晴明の神霊を勧請し、晴明を祀る塚とほこらを建てたところ、途端にマムシはいなくなった。戦時中には陸軍の兵士がほこらを移設しようとすると、その兵士が高熱になった。戦後、県営清明山住宅の建設の際にほこらを撤去したところ、二度の事故が起こったという。1957年（昭和32年）に県営清明山住宅完成後に入居者達が、『きちんとお祀りしよう』ということで、社殿と鳥居を建てて神社としての体裁を整えた。2001年（平成13年）公開の映画『陰陽師』などの影響による安倍晴明ブームにより若い女性の参拝客が多く、2002年（平成14年）より毎春、桜花学園高等学校インターアクトクラブの生徒 により近隣に所在する高牟神社・城山八幡宮とともに「恋の三社めぐり」の企画を行っているという。

## 社務所
開館時間は火木は13時から16時までである。
土日祝は10時から16時までと、従来より延長された。
それ以外の時間は無人となるが参拝は可能である。
ただし初詣期間や9月26日の晴明祭はこの限りではない。

## 七不思議
1. 名古屋市内で雨が降っていても、晴明神社に来ると雨が降っていない事がある。複数の参拝者の証言。
2. 旧日本軍が塚とほこらを移設しようとすると、兵士が高熱になった。上記の歴史参照。
3. 平成十三年に神事を行った際、焚いた炎が狐型に変化した。その瞬間の写真は境内に展示されている。
4. 戦後、県営清明山住宅の建設の際に、塚とほこらを撤去しようとすると二度も事故が起こった。上記の歴史参照。
5. 手桶の水道は名古屋市営の上水道を使っているが、カルキの臭いがしない。
6. 神社職員が自分の健康を祈りながら毎日狛犬を撫でていると、彼に心臓病が発見された。検査を行い心筋梗塞一歩手前である事が判明。手術をして彼は助かった。
7. 神社の職員がバイク事故で頭に重傷を負い、頭部に応急処置だけして帰宅した。後日頭部に手術が必要と医者に言われたが、毎日狛犬の頭を撫でていると頭部の怪我は自然に治癒した。

## 狛犬
男性は向かって左側の狛犬、女性は右側の狛犬の自分の体の気になる所と同じ所を撫でると効果があるとされる。

## アクセス
公共交通機関でのアクセスは以下の通り。
- 名古屋市営地下鉄名城線 砂田橋駅1番出口から徒歩で約12分、またはナゴヤドーム前矢田駅1番出口から徒歩で約12分。
- JR中央本線 大曽根駅南口から徒歩で約20分。
- 名鉄瀬戸線 矢田駅から徒歩で約20分。
- 名古屋市営バス基幹2号系統、名鉄バス基幹バス本地ヶ原線「萱場」バス停から徒歩で約5分。
- 名古屋市営バス幹砂田1号系統、千種11号系統「清明山」バス停から徒歩で約5分。